# Хиртенберг
Хиртенберг (нем. Hirtenberg) — ярмарочная коммуна (нем. Marktgemeinde) в Австрии, в федеральной земле Нижняя Австрия. 
Входит в состав округа Баден.  Население составляет 2513 человек (на 31 декабря 2005 года). Занимает площадь 1,47 км². Официальный код  —  30615.

## Экономика
Предприятие "Хиртенбергер дефенс системс" производит взрывчатые вещества и боеприпасы. Завод специализируется на выпуске боеприпасов для стрелкового оружия, 60-мм, 81-мм и 120-мм минометных мин, 105-мм и 155-мм артиллерийских снарядов, а также 105-мм выстрелов для танковых орудий стандарта НАТО.

## Политическая ситуация
Бургомистр коммуны — Гизела Штробль (СДПА) по результатам выборов 2005 года.
Совет представителей коммуны (нем. Gemeinderat) состоит из 21 места.
- СДПА занимает 16 мест.
- АНП занимает 3 места.
- АПС занимает 2 места.